# Perissandria likiangensis
Perissandria likiangensis là một loài bướm đêm trong họ Noctuidae.